# Teplokrevnost
Teplokrevnost neboli homoiotermie je schopnost živočichů zajišťovat teplotní homeostázu, tedy udržovat svou tělesnou teplotu na konstantní úrovni. To zahrnuje jak schopnost ochlazování, tak i vytváření většího množství tělesného tepla. Teplokrevní živočichové ovládají svou tělesnou teplotu především řízením svého metabolismu (tj. zrychlují metabolismus, jakmile se okolní teplota začne snižovat). 

## Vznik endotermie
Je možné, že teplokrevnost se u suchozemských čtvernožců vyvinula v přímé souvislosti s rodičovskou péčí o mláďata. Příčinou mohou být i změny, které přinesly i permské vymírání.
Podle výzkumů stavby vnitřního ucha pravěkých mammaliaformů je možné usuzovat na vznik endotermie v období pozdního triasu, a to v souvislosti se změnami klimatu.

## U vyhynulých obratlovců
Pro dinosaury je teplokrevnost (endotermie) sdíleným odvozeným znakem (apomorfií) od jejich předků, ačkoliv u ptakopánvých dinosaurů mohly některé vývojové linie přejít druhotně k ektotermii. Velcí teropodi a sauropodi však byli endotermní, nikoliv gigantotermní (jak se dříve často předpokládalo).
Výzkum založený na rozboru biomarkerů oxidačního stresu ve stehenních kostech dinosaurů a dalších obratlovců ukazuje, že teplokrevní (endotermní) byli patrně všichni plazopánví dinosauři, zatímco mezi ptakopánvými nalezneme převážně potenciálně „studenokrevné“ druhy nebo zástupce s jinými fyziologickými adaptacemi.

## Validita termínu
Oba termíny „studenokrevnost“ a „teplokrevnost“ u vědců nejsou oblíbené, především kvůli vágnosti jejich definice a vzrůstajícím znalostem z této oblasti. Různé teplotní typy nelze rozdělit do jednoduchých škatulek. Každý termín lze nahradit jedním nebo více jinými. Udržování tělesné teploty zahrnuje širokou škálu různých technik, jejichž výsledky tvoří spojité spektrum s tradičními ideály teplokrevnosti a studenokrevnosti na opačných koncích.